# Cerkev sv. Ignacija Lojolskega, Gorica
Cerkev sv. Ignacija Lojolskega (italijansko Chiesa di Sant'Ignazio di Loyola) je župnijska cerkev v mestnem središču Gorice v Nadškofiji Gorica.

## Zgodovina
Ob koncu 16. stoletja je bila Gorica majhno mesto z ok. 5000 prebivalci, obdano z obzidjem, ki je na severozahodni strani prehajalo v velik travnat prostor, ki so ga Goričani s slovenskim izrazom imenovali Travnik. Na ta travnik je gledalo nekaj dvorcev in nekaj obrtniških delavnic. Ko se je začel širiti protestantizem, zlasti s pridigarji, kot je bil Primož Trubar, ki je prevedel Sveto pismo v slovenščino in ostal v Gorici ter pridigal v italijanščini, slovenščini in nemščini, je bila cerkvena struktura v Gorici zelo šibka. Dejansko je bila odvisna od oglejskega patriarha, ki je bil po tem, ko je Furlanija leta 1420 prešla pod Beneško republiko, nezainteresiran za obsežna ozemlja, ki so ostala na avstrijskih tleh. Da bi se spopadli s temi razmerami, so nekateri plemiči, med njimi Vid Dornberški, že konec 16. stoletja predlagali ustanovitev samostojne škofije. Zahteve so bile le delno sprejete: leta 1574 je bil v Gorici ustanovljen arhidiakonat. Najučinkovitejši zaporni mehanizem proti protestantizmu so bili različni redovni, samostanski in mendikantski redovi: frančiškani, ki so v Gorici delovali že od 13. stoletja, uršulinke, klarise, usmiljeni bratje, karmeličani, kapucini in predvsem jezuiti, ki so bili v Gorici prisotni od leta 1615. Vsi ti menihi so se najprej naselili kot gostje pri različnih goriških plemiških družinah, leta 1620 pa so kupili hišo na Travniku. Na začetku so bili podrejeni štajerski prestolnici po upravni strukturi, po kateri je bila Gorica odvisna od notranjeavstrijske dežele s prestolnico Gradec. Toda že leta 1620 so se osamosvojili od matične hiše. Jezuiti so v Gorico uvedli tudi novo pojmovanje vere in po nareku protireformacije prinesli kanone baročne umetnosti ter okus za pompozna in slovesna praznovanja. O prisotnosti in dejavnosti jezuitov je na voljo veliko podatkov, saj je do nas prišlo delo Historia Collegij Goritiensis: seveda pripoveduje tudi o gradnji njihovih glavnih stavb, kolegija, semenišča in cerkve, posvečene njihovemu ustanovitelju.
Gradnja kolegija, ki je stal ob cerkvi, kjer je danes stavba zavoda INPS, se je začela v 20. letih 16. stoletja: za začetek gradnje je bilo porabljenih 1600 goldinarjev. Leta 1632 je bila prenovljena kuhinja ter refraktorij. Prestavljena je bila krojaška delavnica, odprt je bil nov prehod za kuhinjski vrt, dodani pa sta bili tudi dve sobi za upokojence. Leta 1639 so izkopali 18 metrov globok vodnjak, leta 1642 pa so kompleks povečali z nakupom sosednje hiše od plemiča Panizola. Kolegij se je redno širil do leta 1726. Prve novice o delu so prišle septembra 1654: jezuiti so že več let zbirali sredstva in donacije, med drugim tudi od cesarja Ferdinanda, ki se je močno zavzemal za jezuitsko prisotnost v regijah, ki jih je najbolj prizadel luteranski prozelitizem. Po komaj letu dni dela pa se je obzidje ob božiču 1655 pod močnim deževjem, ki je trajalo vso jesen, porušilo. Odgovornost je bila naložena izvajalcu, čigar ime v dokumentih ni omenjeno, in ta je moral gradnjo obnoviti na lastne stroške. Kasneje se je zamenjal impresarij: leta 1656 je iz Reke prišel Bartolomeo Winterleiter. Leta 1664 je bil prezbiterij dokončan. Zidani del je bil dokončan leta 1680. Tistega leta je tržaški škof Giacomo Ferdinando Gorizzutti na dan sv. Ignacija, 31. julija 1680, z glavnega oltarja daroval slovesno mašo.